# Egor'evsky (huyện của Moskva)
Huyện Egor'evsky (tiếng Nga: ? райо́н) là một huyện hành chính tự quản (raion), của Tỉnh Moskva, Nga. Huyện có diện tích 1712 kilômét vuông, dân số thời điểm ngày 1 tháng 1 năm 2000 là 30900 người. Trung tâm của huyện đóng ở Egor'evsk.